# Józefów (Otwock)
Józefów é um município da Polônia, na voivodia da Mazóvia e no condado de Otwock. Estende-se por uma área de 23,91 km², com 20 605 habitantes, segundo os censos de 2019, com uma densidade de 862 hab/km².